# 冷杰松
冷杰松（1961年1月—），山东海阳人。中国人民解放军少将。

## 生平
曾任北京卫戍区警卫三师第11侦察大队3连连长，1986年率部参加老山战役并获得“侦察英雄”之美譽。之后担任警卫三师师参谋长、师长，2010年，任第65集团军副军长。2013年12月，任山西省军区司令员。2015年5月，接替退休的山西省军区原政委张少华少将任中共山西省委常委。2016年8月，任内蒙古军区司令员，2019年7月卸任。
2011年7月，晋升中国人民解放军少将军衔。2018年1月，当选第十三届全国政协委员丶卸任內蒙古軍區司令员后覆新兰州军区善后办副主任 。